# Orrtjärnen (Storsjö socken, Härjedalen)
Orrtjärnen är en sjö i Bergs kommun i Härjedalen och ingår i Ljungans huvudavrinningsområde. Sjön har en area på 0,0634 kvadratkilometer och ligger 741,3 meter över havet.

## Delavrinningsområde
Orrtjärnen ingår i det delavrinningsområde (697153-134998) som SMHI kallar för Ovan Småbodbäcken. Medelhöjden är 688 meter över havet och ytan är 7,85 kvadratkilometer. Räknas de 53 avrinningsområdena uppströms in blir den ackumulerade arean 222,43 kvadratkilometer. Avrinningsområdets utflöde Ljungan mynnar i havet. Avrinningsområdet består mestadels av skog (89 procent). Avrinningsområdet har 0,06 kvadratkilometer vattenytor vilket ger det en sjöprocent på 0,8 procent.